# ایزابل دین
ایزابل دین (به انگلیسی: Isabel Dean) (زاده ۲۹ می ۱۹۱۸-درگذشته ۲۷ ژوئیه ۱۹۹۷) بازیگر انگلیسی بود.
از کارهای معروف او می‌توان به بازی در فیلم خون‌بها و فراطبیعی اشاره کرد.